# Brdarci
Bŕdarci so naselje v Sloveniji.

## Zgodovina
Leta 1907 je bil v vasi porušen grad, ki so ga zgradili graščaki Pustega Gradca.

## Geografija
Povprečna nadmorska višina naselja je 165 m.
Pomembnejša bližnja naselja so: Dragatuš (2 km) in Črnomelj (10 km).

## Demografija
| Pregled števila prebivalstva po letih | Pregled števila prebivalstva po letih | Pregled števila prebivalstva po letih | Pregled števila prebivalstva po letih | Pregled števila prebivalstva po letih | Pregled števila prebivalstva po letih | Pregled števila prebivalstva po letih | Pregled števila prebivalstva po letih | Pregled števila prebivalstva po letih | Pregled števila prebivalstva po letih | Pregled števila prebivalstva po letih | Pregled števila prebivalstva po letih | Pregled števila prebivalstva po letih | Pregled števila prebivalstva po letih |
| ------------------------------------- | ------------------------------------- | ------------------------------------- | ------------------------------------- | ------------------------------------- | ------------------------------------- | ------------------------------------- | ------------------------------------- | ------------------------------------- | ------------------------------------- | ------------------------------------- | ------------------------------------- | ------------------------------------- | ------------------------------------- |
| 1869                                  | 1880                                  | 1890                                  | 1900                                  | 1910                                  | 1931                                  | 1948                                  | 1953                                  | 1961                                  | 1966                                  | 1971                                  | 1981                                  | 1991                                  | 2002                                  |
| 44                                    | 50                                    | 60                                    | 58                                    | 52                                    | 45                                    | 48                                    | 51                                    | 38                                    | 46                                    | 105                                   | 96                                    | 102                                   | 37                                    |

Etnična sestava 1991:
- Slovenci: 37 (97,4 %)
- Hrvati: 1 (2,6 %)